# Séverine Vermeire
Séverine Alice Robert Andrée Vermeire (Eeklo, 9 september 1970) is een Belgisch arts (specialisatie gastro-enterologie) en gewoon hoogleraar. Ze is sinds 1 augustus 2025 rector van de Katholieke Universiteit Leuven. 

## Studies
Severine Vermeire doorliep de humaniora (Latijn-Grieks) aan het College Onze-Lieve-Vrouw Ten Doorn in Eeklo (1982-1988). Ze vervolgde met studies geneeskunde aan de Katholieke Universiteit Leuven. Ze behaalde het diploma van arts in 1995 en werd doctor in de medische wetenschappen in 2001 met de dissertatie Genetic Polymorphisms and Serologic Markers in Inflammatory Bowel Disease.
Haar studies omvatten verschillende bijkomende trainingen en specialisaties:
- Training Obstetrics/Pediatrics, Asunción, Paraguay.
- Training inwendige geneeskunde/Gastro-enterologie, Universitaire Ziekenhuizen KU Leuven en Sint-Augustinusziekenhuis, Antwerpen.
- Doctoraal onderzoeker, Fonds voor Wetenschappelijk Onderzoek - Vlaanderen (FWO).
- Onderzoeker, Wellcome Trust Centre for Human Genetics, Oxford, UK.
- Onderzoeker, General Hospital, McGill University, Montreal, Canada.

## Carrière
Ze werd achtereenvolgens:
- Internist, specialist gastro-enterologie
- Postdoctoraal Onderzoeker, FWO
- Klinisch Onderzoeker, FWO
- Gastro-enterologist, Universitaire Ziekenhuizen KU Leuven (sinds 2003)
- Docent (2005), hoofddocent (2009), hoogleraar (2014) en gewoon hoogleraar (2020) geneeskunde, KU Leuven
- Departementsvoorzitter Chronische Ziekten, Metabolisme en Veroudering (CHROMETA), KU Leuven
- Lid van de raad van bestuur Universitaire Ziekenhuizen KU Leuven
- Lid Vlaamse Commissie voor Wetenschappelijke Integriteit (VCWI)
- Onderzoekscoördinator groep Biomedische Wetenschappen KU Leuven

### Rector Katholieke Universiteit Leuven
Severine Vermeire werd op 19 mei 2025 verkozen voor vier jaar (hernieuwbaar) tot eerste vrouwelijke rector van de KU Leuven, als opvolger van Luc Sels. In de tweede ronde van de verkiezing behaalde ze 51 % van de gewogen stemmen, tegen 46 % voor haar tegenkandidaat Tine Baelmans. Haar rectoraat loopt sinds 1 augustus 2025.

## Publicaties
Vermeire is co-auteur van meer dan 1000 publicaties over geneeskundige onderwerpen.